# 錢座町停留場
錢座町停留場（日语：／ Zenza-machi teiryūjō */?），又稱錢座町電車站，是位於長崎縣長崎市目覺町，長崎電氣軌道本線的電車站。車站編號為24。

## 歷史
此電車站在1915年（大正4年）以井樋之口停留場（日语：／）之名義啟用，是在長崎電氣軌道路線開通同日啟用。當時電車站位於現時寶町公園西邊附近（32°45′38.6″N 129°51′55.5″E / 32.760722°N 129.865417°E）。當時此電車站往長崎站前方向的走線是繞過公園，並於長崎本線並行。現時長崎站前方向，於長崎本線旁邊的小道設有路線遺蹟。
後來電車站在1956年（昭和31年）遷移至寶町公園前。在1966年（昭和41年）改名為錢座町。曾經電車站內設有行人天橋連接，後來在1995年（平成7年）撤走，同時電車站向茂里町一方遷移100米。

### 年表
- 1915年（大正4年）11月16日 - 井樋之口停留場啟用，當時電車站位於現時寶町公園西邊[1][3]。
- 1956年（昭和31年）1月 - 電車站遷移至寶町公園前[4]。
- 1966年（昭和41年）9月20日 - 電車站改名為錢座町停留場[1]。
- 1971年（昭和46年） - 建設行人天橋連接電車站。
- 1995年（平成7年）2月9日 - 撒走行人天橋，並向茂里町一方遷移100米[1][5]。
- 2000年（平成12年）4月11日 - 電車站進行裝修[6]。

## 電車站構造
電車站是建造在共用行車道上。電車站設有2面2線的低地台相對式月台。東邊為長崎站前方向月台，西邊為赤迫方向月台。連接電車站的行人天橋於1995年撤走，現時改用行人過路處連接電車站。

### 運行系統
此電車站是本線電車站之一。當中1、2、3系統駛入此站。

## 使用狀況
根據「長崎電軌」的調査，以下為1日的上下車人次資料。主要的使用人次為周邊的居民。
- 1998年 - 959人[9]
- 2015年 - 900人[10]

## 電車站周邊
電車站鄰近綜合商業設施未來長崎COCOWALK和長崎磚館。在越過於附近並行的長崎本線後可到達三菱重工業長崎造船所幸町工場。
電車站名稱「錢座町」是取自曾經該處設有造錢的鑄造所（錢座）。但是電車站的所在地為目覺町。
- 大發長崎總部
- 寶町公園

## 相鄰電車站
長崎電氣軌道
本線（■1號系統、□2號系統、■3號系統）
茂里町（23）－錢座町（24）－寶町（25）

## 注腳
1. 1 2 3 4  今尾 2009，第57頁.
2. ↑  田栗 2005，第157頁.
3. 1 2 3  田栗 2005，第41–42頁.
4. 1 2 3 4  100年史，第128–129頁.
5. 1 2 3  100年史，第116頁.
6. ↑  田栗 2005，第156頁.
7. ↑  100年史，第130頁.
8. 1 2  川島 2013，第47頁.
9. 1 2 3 4  田栗 & 宮川 2000，第54–55頁.
10. 1 2  100年史，第124頁.
11. 1 2 3  浅井 2013，第278頁.